# Ondrej Nepela Arena
La Ondrej Nepela Arena, in slovacco Zimný štadión Ondreja Nepelu, già chiamata per motivi di sponsorizzazione ST Aréna, T-Com Aréna, Orange Arena, Samsung Arena e Slovnaft Arena, è lo stadio del ghiaccio della città di Bratislava, in Slovacchia, ed ospita le partite casalinghe dell'HC Slovan Bratislava, squadra della Slovak Extraliga, e del Bratislava Capitals, squadra della ICE Hockey League. Attualmente ha una capienza di 10'115 spettatori.

## Storia
L'arena fu inaugurata nel 1940, e fino all'ultima ristrutturazione aveva una capienza pari a 8.350 spettatori. A partire dal 2009 iniziarono degli imponenti lavori di ammodernamento per ospitare il Campionato mondiale di hockey su ghiaccio maschile 2011, aumentando i posti a sedere e creando nuove strutture commerciali all'interno dell'impianto. La spesa complessiva fu pari a 96 milioni di €, in parte finanziati dal governo.
Leo stadio porta il nome di Ondrej Nepela, pattinatore artistico slovacco che rappresentò la Cecoslovacchia dalla fine degli anni '60 all'inizio degli anni '70. Riuscì a vincere una medaglia d'oro nel pattinaggio di figura ai giochi di Sapporo 1972.
Il 30 settembre 2008 si giocò alla Slovnaft Arena una partita di pre-season della National Hockey League fra l'HC Slovan Bratislava e i Tampa Bay Lightning, vinta da questi ultimi per 3-2 ai supplementari.
Nel dicembre del 2012 insieme all'Albert Schultz Eishalle di Vienna ospiterà le finali "Red Bulls Salute" dell'European Trophy 2012.